# Symphyogyna subsimplex
Symphyogyna subsimplex là một loài rêu trong họ Pallaviciniaceae. Loài này được Mitt. mô tả khoa học đầu tiên năm 1855.
Danh pháp khoa học của loài này chưa được làm sáng tỏ. 